# Feishui
Feishui (kinesiska: 沸水镇, 沸水) är en köping i Kina. Den ligger i provinsen Sichuan, i den sydvästra delen av landet, omkring 100 kilometer norr om provinshuvudstaden Chengdu. Antalet invånare är 10 194. Befolkningen består av 5 150 kvinnor och 5 044 män. Barn under 15 år utgör 18,0 %, vuxna 15-64 år 66 %, och äldre över 65 år 14,0 %.
Genomsnittlig årsnederbörd är 1 218 millimeter. Den regnigaste månaden är juli, med i genomsnitt 367 mm nederbörd, och den torraste är december, med 4 mm nederbörd.